# Бразилия на летних Олимпийских играх 1972
Бразилия принимала участие в Летних Олимпийских играх 1972 года в Мюнхене (ФРГ) в одиннадцатый раз за свою историю, и завоевала две бронзовые медали. Сборную страны представлял 81 спортсмен, в том числе три женщины.

## Медалисты
| Медаль | Спортсмен         | Вид спорта      | Дисциплина              |
| ------ | ----------------- | --------------- | ----------------------- |
| Бронза | Нельсон Пруденсио | Лёгкая атлетика | Мужчины, тройной прыжок |
| Бронза | Тиаки Исии        | Дзюдо           | Мужчины, до 93 кг       |

## Результаты соревнований

### Академическая гребля
В следующий раунд из каждого заезда проходили несколько лучших экипажей (в зависимости от дисциплины). В финал A выходили 6 сильнейших экипажей, ещё 6 экипажей, выбывших в полуфинале, распределяли места в финале B.
Мужчины
| Соревнование | Спортсмены                     | Предварительный заезд | Предварительный заезд | Предварительный заезд | Отборочный заезд | Отборочный заезд | Отборочный заезд | Полуфинал             | Полуфинал             | Полуфинал             | Финал                 | Финал                 | Итоговое место        |                       |
| Соревнование | Спортсмены                     | Заезд                 | Время                 | Место                 | Заезд            | Время            | Место            | Заезд                 | Время                 | Место                 | Время                 | Место                 | Итоговое место        |                       |
| ------------ | ------------------------------ | --------------------- | --------------------- | --------------------- | ---------------- | ---------------- | ---------------- | --------------------- | --------------------- | --------------------- | --------------------- | --------------------- | --------------------- | --------------------- |
| двойки       | Рауль Багаттини Эрико де Соуза | 3                     | 7:42,02               | 4                     | 4                | 7:42,63          | 3                | завершили выступление | завершили выступление | завершили выступление | завершили выступление | завершили выступление | завершили выступление | завершили выступление |